# Радован Папић
Радован Папић (Билећа, 30. јул 1910 — Београд, 29. јануар 1983) био је учесник Народноослободилачке борбе и друштвено-политички радник СР Босне и Херцеговине.

## Биографија
Рођен је 30. јула 1910. у Билећи. Учитељску школу је завршио у Мостару, након чега је радио као учитељ у Херцеговини. Потом је у Београду завршио Вишу педагошку школу. Током школовања у Београду, прикључио се револуционарном студентском покрету и 1940. постао члан Комунистичке партије Југославије (КПЈ).
Након окупације Југославије, 1941. био је један од организатора устанка у билећком срезу и источној Херцеговини. Као члан Среског комитета КПЈ за Билећу активно је политички деловао међу народом овог краја. Потом је обављао разне одговорне дужности у јединицама НОВ и ПОЈ. Био је политички комесар чете и политички комесар батаљона у Десетој херцеговачкој ударној бригади, потом руководилац Политодела Прве пролетерске ударне бригаде и Четврте крајишке ударне бригаде. Крај рата дочекао је на дужности руководиоца Политодела Пете крајишке дивизије.
Након ослобођења Југославије, био је члан и секретар Обласног комитета КПЈ за Херцеговину, где је радио на стварању и иградњи органа народне власти. Од априла 1946. учествовао је као партијски руководилац омладинских радних бригада на првим савезним омладинским радним акцијама на изградњи пруге Брчко—Бановићи, и потом наредне 1947. на изградњи пруге Шамац—Сарајево. Потом се бавио политичким радом у органима Народне Републике Босне и Херцеговине. Био је министар у Влади НР Босне и Херцеговине, секретар Президијума Народне скупштине НР БиХ, члан Извршног већа Народне скупштине БиХ и секретар Народне Скупштине НР БиХ.
Биран је за народног посланика Народне скупштине НР Босне и Херцеговине у више сазива, а од новембра 1945. биран је за посланика Народне скупштине ФНР Југославије, након чега је у наредних пет сазива био посланик Савезне скупштине. У савезном парламенту обављао је дужности секретара Одбора за социјалну помоћ Савезног већа, председника Одбора за друштвени надзор Савезне скупштине и председника Административне комисије Савезне скупштине. За члана Савета федерације биран је 1971, 1974. и 1979. године.
Биран је за члана Централног комитета Савеза комуниста Босне и Херцеговине и за члана његовог Извршног комитета. За члана Централног комитета Савеза комуниста Југославије биран је на Шестом, 1952. и Седмом конгресу, 1958. године.
Умро је 29. јануара 1983. у Београду и сахрањен је у Алеји заслужних грађана на Новом гробљу у Београду.
Носилац је Партизанске споменице 1941. и других југословенских одликовања, међу којима су — Орден братства и јединства првог реда, Ореден рада првог реда, Орден заслуга за народ другог реда, Орден за храброст и др. Добитник је Награде ЗАВНОБИХ-а.